# El Tablón, Campeche
El Tablón är en ort i Mexiko.   Den ligger i kommunen Candelaria och delstaten Campeche, i den sydöstra delen av landet, 900 km öster om huvudstaden Mexico City. El Tablón ligger 98 meter över havet och antalet invånare är 114.
Terrängen runt El Tablón är huvudsakligen platt. El Tablón ligger uppe på en höjd. Runt El Tablón är det glesbefolkat, med 11 invånare per kvadratkilometer. Närmaste större samhälle är Nuevo Comalcalco, 7,3 km söder om El Tablón. I omgivningarna runt El Tablón växer i huvudsak städsegrön lövskog.